# Cleopatra (1999)
Cleopatra é um filme de 1999, estrelado por Leonor Varela, Billy Zane e Timothy Dalton, feito para a TV, sob a direção de Franc Roddam. Foi baseado no romance de Margaret George, "Memoirs of Cleopatra".

## Elenco
- Billy Zane ....  Marco António
- Timothy Dalton ....  Júlio César
- Rupert Graves ....  Augusto
- Leonor Varela ....  Cleópatra
- John Bowe ....  Rufio
- Art Malik ....  Olympos
- Nadim Sawalha ....  Mardian
- Owen Teale ....  Grattius
- Philip Quast ....  Cornelius
- Daragh O'Malley ....  Ahenobarbus
- Bruce Payne ....  Cassius
- Sean Pertwee ....  Brutus
- David Schofield ....  Casca
- Kassandra Voyagis ....  Arsinoe